# Consenvoye
Consenvoye est une commune française située dans le département de la Meuse, en région Grand Est.

## Géographie

### Situation
Consenvoye est un village de la vallée de la Meuse : son territoire est traversé à la fois par la Meuse et par le canal de l'Est, qui jouent un grand rôle dans la vie de ses habitants.

#### Communes limitrophes
| Sivry-sur-Meuse          | Sivry-sur-Meuse   |                   |
| Gercourt-et-Drillancourt | Consenvoye        | Brabant-sur-Meuse |
| Gercourt-et-Drillancourt | Brabant-sur-Meuse | Brabant-sur-Meuse |

### Hydrographie
La commune est dans le bassin versant de la Meuse au sein du bassin Rhin-Meuse. Elle est drainée par la Meuse, le canal de l'Est Branche-Nord et le ruisseau de la Vau Beauzee,.
La Meuse, d'une longueur de 486 km dans sa partie française, est un fleuve européen qui prend sa source en France, dans la commune du Châtelet-sur-Meuse, à 409 mètres d'altitude, et se jette dans la mer du Nord après un cours long d'approximativement 950 kilomètres traversant la France, la Belgique et les Pays-Bas. 
Le canal de l'Est Branche-Nord, d'une longueur de 141 km, est un chenal et un cours d'eau naturel navigable qui relie Givet à Troussey, où il rejoint le canal de la Marne au Rhin. 

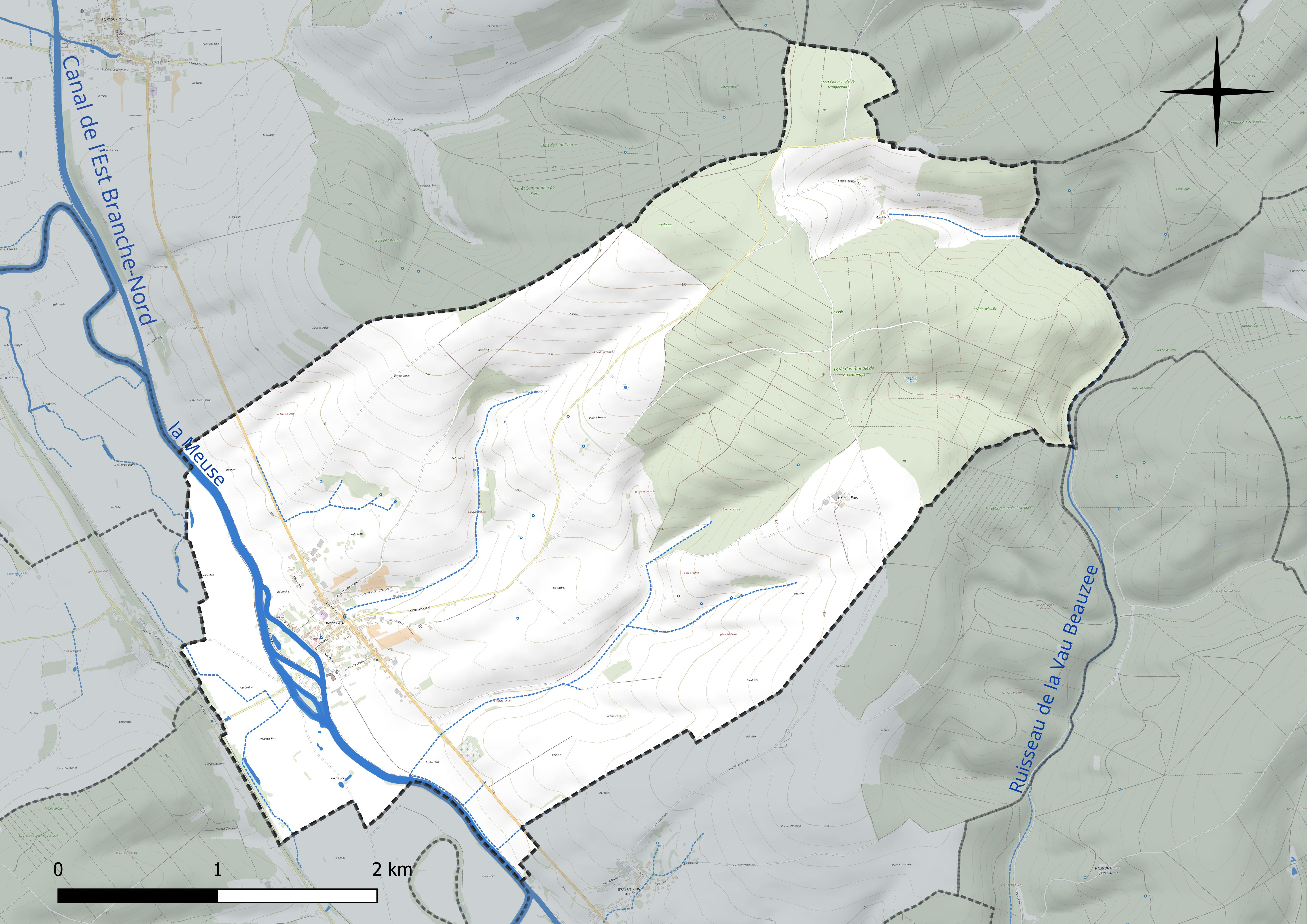
Réseau hydrographique de Consenvoye.

### Climat
Pour des articles plus généraux, voir Climat du Grand Est et Climat de la Meuse.
En 2010, le climat de la commune est de type climat de montagne, selon une étude du Centre national de la recherche scientifique s'appuyant sur une série de données couvrant la période 1971-2000. En 2020, Météo-France publie une typologie des climats de la France métropolitaine dans laquelle la commune est exposée à un climat océanique altéré et est dans la région climatique  Lorraine, plateau de Langres, Morvan, caractérisée par un hiver rude (1,5 °C), des vents modérés et des brouillards fréquents en automne et hiver. 
Pour la période 1971-2000, la température annuelle moyenne est de 9,3 °C, avec une amplitude thermique annuelle de 15,7 °C. Le cumul annuel moyen de précipitations est de 965 mm, avec 14,2 jours de précipitations en janvier et 9,8 jours en juillet. Pour la période 1991-2020, la température moyenne annuelle observée sur la station météorologique de Météo-France la plus proche, « Septsarges », sur la commune de Septsarges à 9 km à vol d'oiseau, est de 10,3 °C et le cumul annuel moyen de précipitations est de 942,8 mm. 
La température maximale relevée sur cette station est de 39,9 °C, atteinte le 25 juillet 2019 ; la température minimale est de −15,7 °C, atteinte le 1er janvier 1997,,. 
Les paramètres climatiques de la commune ont été estimés pour le milieu du siècle (2041-2070) selon différents scénarios d'émission de gaz à effet de serre à partir des nouvelles projections climatiques de référence DRIAS-2020. Ils sont consultables sur un site dédié publié par Météo-France en novembre 2022.

## Urbanisme

### Typologie
Au 1er janvier 2024, Consenvoye est catégorisée commune rurale à habitat dispersé, selon la nouvelle grille communale de densité à sept niveaux définie par l'Insee en 2022.
Elle est située hors unité urbaine. Par ailleurs la commune fait partie de l'aire d'attraction de Verdun, dont elle est une commune de la couronne,. Cette aire, qui regroupe 103 communes, est catégorisée dans les aires de moins de 50 000 habitants,.

### Occupation des sols
L'occupation des sols de la commune, telle qu'elle ressort de la base de données européenne d’occupation biophysique des sols Corine Land Cover (CLC), est marquée par l'importance des territoires agricoles (66,6 % en 2018), une proportion identique à celle de 1990 (66,6 %). La répartition détaillée en 2018 est la suivante : 
terres arables (56 %), forêts (31,5 %), prairies (10,6 %), zones urbanisées (1,9 %). L'évolution de l’occupation des sols de la commune et de ses infrastructures peut être observée sur les différentes représentations cartographiques du territoire : la carte de Cassini (XVIIIe siècle), la carte d'état-major (1820-1866) et les cartes ou photos aériennes de l'IGN pour la période actuelle (1950 à aujourd'hui).

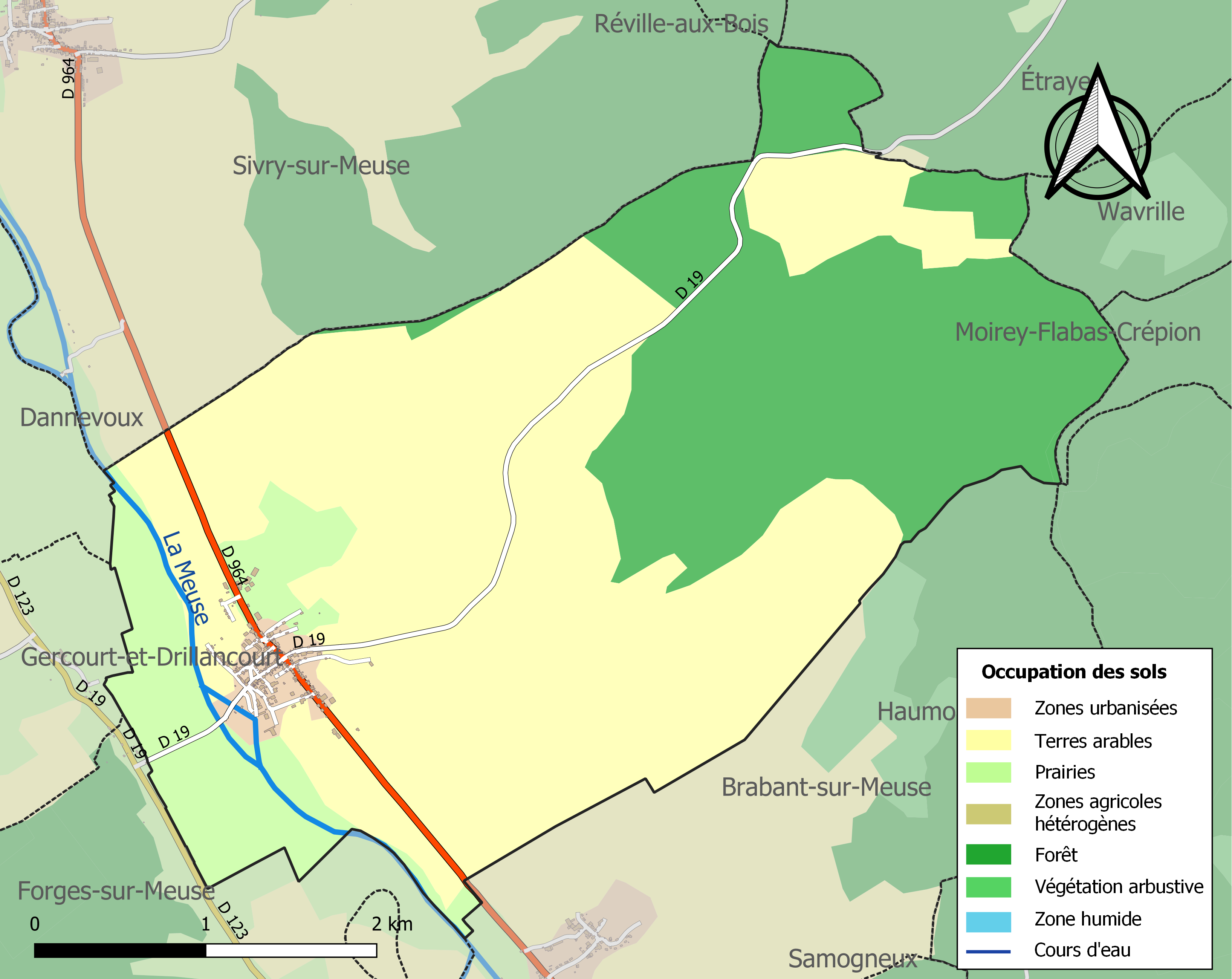
Carte des infrastructures et de l'occupation des sols de la commune en 2018 (CLC).

## Toponymie
Le nom de la localité est attesté sous les formes Consaneradum (973) ; Consanwadum (973) ; Conseuvadum (984) ; Consauvadum (1049) ; Consanivadum (1127) ; Consovanda (1180) ; Consanwey (1228) ; Woya (1386) ; Consanwez (1601) ; Consanvoey (1642) ; Consanvoy (1656) ; Consanvoye (1686) ; Consenwé (1700) ; Consani-Vadum (1738) ; Consovadum (1756).

Le nom du village de Consenvoye tire ses origines, dès le vie siècle, d'un gué sur la Meuse. On peut en effet deviner le terme voie dans la dernière syllabe de ce nom, « voye » : cela renverrait donc à ce gué, à ce passage sur un fleuve. Cependant, la partie « consen » pose plus de problèmes, car elle ne semble avoir aucun rapport avec le cours d'eau réel sur lequel cette « voie » aurait été créée : le nom latin de la Meuse était Mosa. Pour comprendre la signification globale du nom, il faut comparer avec ce qui existe ailleurs : Cons-la-Grandville en Meurthe-et-Moselle ou Cons-Sainte-Colombe en Haute-Savoie. Le nom Cons (prononcer "consse") est à rapprocher de Comps, nom de localité qu'on retrouve dans le Var, dans le Gard et en Gironde, et qui représente probablement l'ablatif pluriel combis, issu du mot latin d'origine gauloise comba ou cumba, qui a donné en français le nom Combe et ses dérivés : la « combe » est une dépression en forme de vallée étroite et profonde. Ainsi, Consenvoye désigne sans doute un passage à travers une vallée étroite, ce qui est tout à fait en adéquation avec l'idée d'un gué sur un fleuve, en l'occurrence la Meuse.

## Histoire
Consenvoye est situé sur la voie romaine historique allant de Reims à Aix-la-Chapelle.
Durant des siècles, le seul seigneur de Consenvoye est le chapitre de la cathédrale de Verdun et ses chanoines.
En tant que lieu de passage (voir la section « Toponymie »), Consenvoye constitue un lieu stratégique, et du fait de sa localisation au nord-est de la France, il « a connu toutes les guerres et les occupations : guerre de Trente Ans, 1814, 1870... ». Malgré cette position stratégique, le village n'est jamais très peuplé (voir la section « Population et société ») : « En 1911, le village compte 562 habitants et vit quasiment en autarcie ; toutes les professions y sont représentées. » Et c'est surtout dans la Grande Guerre que le village connaît ses plus douloureux moments.

### Consenvoye dans la Première Guerre mondiale
La commune, un temps située sur la ligne de front, est très touchée par la Première Guerre mondiale. En septembre 1914, le 165e RI doit reculer sur Consenvoye : dès le 1er septembre, le village est pris par les Allemands ; l'occupation de Consenvoye dure les quatre années de la guerre, et les occupants vident totalement la commune de ses habitants. Des cartes postales de campagne allemandes représentent le village occupé par les soldats : on les voit faire la queue devant l'épicerie.

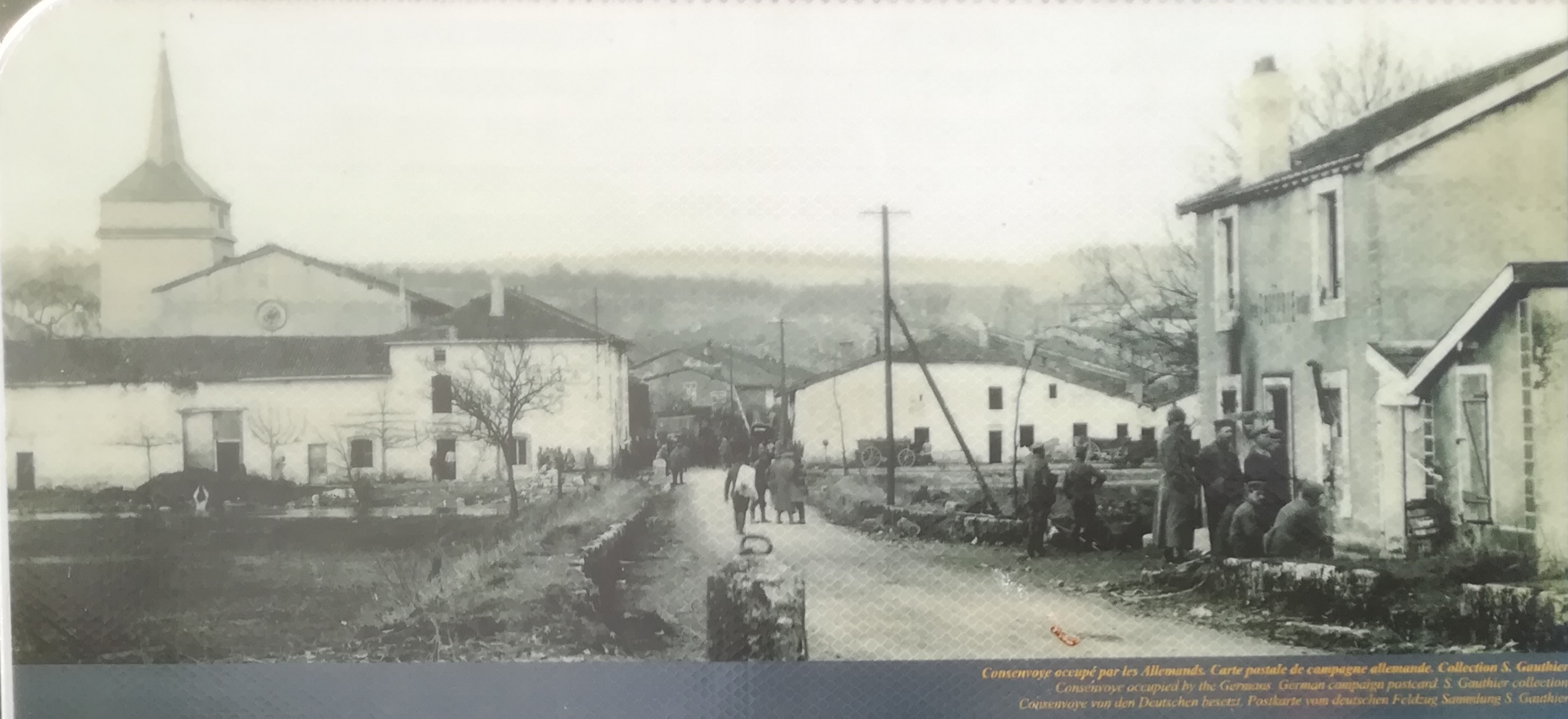
Consenvoye occupé par les Allemands. Carte postale de campagne allemande. Collection S. Gauthier.

La ligne de front passe entre Brabant-sur-Meuse et Consenvoye. Les Allemands investissent fortement le bois de Consenvoye et la ferme de Molleville, située à proximité, celle-ci servant d'infirmerie, de cimetière et de dépôt de charbon de bois. De nombreuses positions d'artillerie sont installées sur les hauteurs qui dominent le village. Cette artillerie participe à l'offensive sur Verdun le 21 février 1916.
Vers le 20 décembre 1914, depuis le bois d'Haumont situé à proximité du village, les troupes françaises des 56e et 59e Bataillons de Chasseurs à Pied du lieutenant-colonel Driant viennent prendre puis occuper la Corne sud-est du bois de Consenvoye jusqu'à l'été 1915, puis sont relevées par le 165e Régiment d'Infanterie. C'est dans ce même bois que, en juin 1916, le roi Louis III de Bavière rend visite à ses troupes.
Le 8 octobre 1918, les Américains de la 33e Division, en particulier le 132e régiment d'infanterie, libèrent le village de Consenvoye.

### Consenvoye après la Première Guerre mondiale

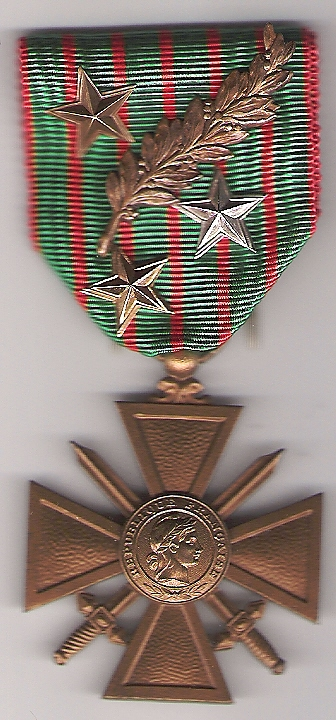
Croix de Guerre 1914-1948

Consenvoye est une des communes de la Zone rouge, dont les séquelles sont rapidement traitées pour y rendre le sol à l'agriculture. Consenvoye, qui a été détruit dans sa quasi-totalité pendant le conflit et qui est à reconstruire en 1918, fait partie des villes ayant été décorées de la Croix de Guerre 1914-1918 : il est officiellement décoré pour son sacrifice le 5 février 1921.
Après la Première Guerre mondiale, une nécropole militaire allemande est créée à Consenvoye. Elle accueille les dépouilles de 11 148 soldats allemands et 62 soldats austro-hongrois tués au cours des combats ayant eu lieu entre Verdun et Stenay, sur les deux rives de la Meuse, dont les restes proviennent de cimetières alors relevés, comme de tombes isolées. Au cours de la Seconde Guerre mondiale, les soldats allemands œuvrent à leur tour pour regrouper dans cette nécropole leurs défunts de la Grande Guerre.
A été notamment installée, après la guerre, la première porcherie industrielle de France, sur le domaine de Molleville (cette porcherie est toutefois d'une taille très modeste, comparée à celles qui sont créées à la fin du XXe siècle dans ce pays). Le troupeau composé de truies et verrats de race Yorkshire Large White est importé d'Angleterre, par autorisation ministérielle, au mois d'août 1927.
Le 22 septembre 1984, François Mitterrand et Helmut Kohl se recueillent dans le cimetière militaire allemand de Consenvoye à l'occasion des rencontres en faveur de la réconciliation franco-allemande sur le champ de bataille de Verdun.

## Politique et administration
| Période                                  | Période   | Identité                                     | Étiquette | Qualité      |
| ---------------------------------------- | --------- | -------------------------------------------- | --------- | ------------ |
| Les données manquantes sont à compléter. |           |                                              |           |              |
| mars 1989                                | mars 2001 | Michel Leneindre                             | CPNT      |              |
| mars 2001                                | mars 2008 | Françoise Logette                            | DVG       |              |
| mars 2008                                | En cours  | André Dormois Réélu pour le mandat 2020-2026 | DVD       | Ancien cadre |

## Population et société

### Démographie
L'évolution du nombre d'habitants est connue à travers les recensements de la population effectués dans la commune depuis 1793. Pour les communes de moins de 10 000 habitants, une enquête de recensement portant sur toute la population est réalisée tous les cinq ans, les populations de référence des années intermédiaires étant quant à elles estimées par interpolation ou extrapolation. Pour la commune, le premier recensement exhaustif entrant dans le cadre du nouveau dispositif a été réalisé en 2007.

En 2022, la commune comptait 290 habitants, en évolution de −5,23 % par rapport à 2016 (Meuse : −4,4 %, France hors Mayotte : +2,11 %).
| 1793 | 1800 | 1806 | 1821 | 1831 | 1836 | 1841 | 1846 | 1851 |
| ---- | ---- | ---- | ---- | ---- | ---- | ---- | ---- | ---- |
| 647  | 691  | 698  | 644  | 855  | 848  | 894  | 840  | 850  |

| 1856 | 1861 | 1866 | 1872 | 1876 | 1881 | 1886 | 1891 | 1896 |
| ---- | ---- | ---- | ---- | ---- | ---- | ---- | ---- | ---- |
| 710  | 704  | 671  | 646  | 666  | 660  | 613  | 600  | 589  |

| 1901 | 1906 | 1911 | 1921 | 1926 | 1931 | 1936 | 1946 | 1954 |
| ---- | ---- | ---- | ---- | ---- | ---- | ---- | ---- | ---- |
| 594  | 573  | 562  | 342  | 424  | 458  | 400  | 356  | 403  |

| 1962 | 1968 | 1975 | 1982 | 1990 | 1999 | 2006 | 2007 | 2012 |
| ---- | ---- | ---- | ---- | ---- | ---- | ---- | ---- | ---- |
| 406  | 364  | 310  | 280  | 280  | 286  | 284  | 284  | 302  |

| 2017 | 2022 | - | - | - | - | - | - | - |
| ---- | ---- | - | - | - | - | - | - | - |
| 307  | 290  | - | - | - | - | - | - | - |

## Économie

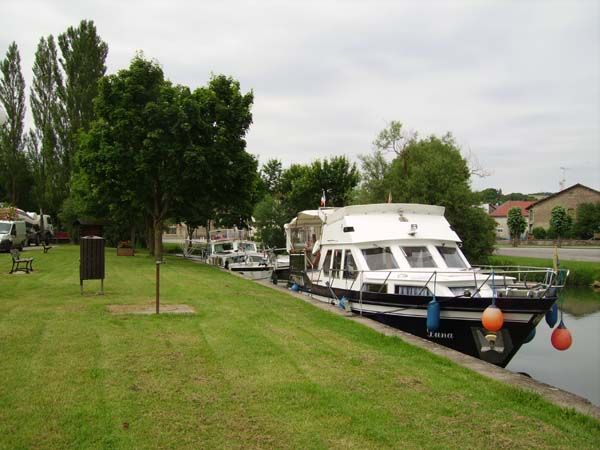
Port de plaisance de Consenvoye.

Le village abrite un port de plaisance sur le bord de la Meuse, fréquenté par de nombreux plaisanciers français et étrangers pendant l'été. Ils peuvent trouver plusieurs services dans la commune durant leur séjour : un bar-restaurant, une station-service, des chambres d'hôtes et une agence postale.
Le camping du village « Les Ilys Hauts » a récemment été distingué par une deuxième étoile. Des emplacements pour les camping-cars sont également présents.
L'ancienne gare de Consenvoye (située sur la commune de Forges-sur-Meuse) accueille depuis quelques années une activité touristique originale : le vélo-rail. Il s'agit de draisines sur rails que les touristes peuvent utiliser sur un parcours de 4 km le long de la vallée de la Meuse. C'est une activité idéale pour tous les amoureux de la nature.
D'un point de vue économique, la commune abrite un silo de le coopérative agricole régionale EMC2 qui gère la récolte des céréales pour tous les villages avoisinants.
Enfin, le centre de secours de Consenvoye gère les interventions de pompiers pour les communes environnantes.

## Culture locale et patrimoine

### Lieux et monuments

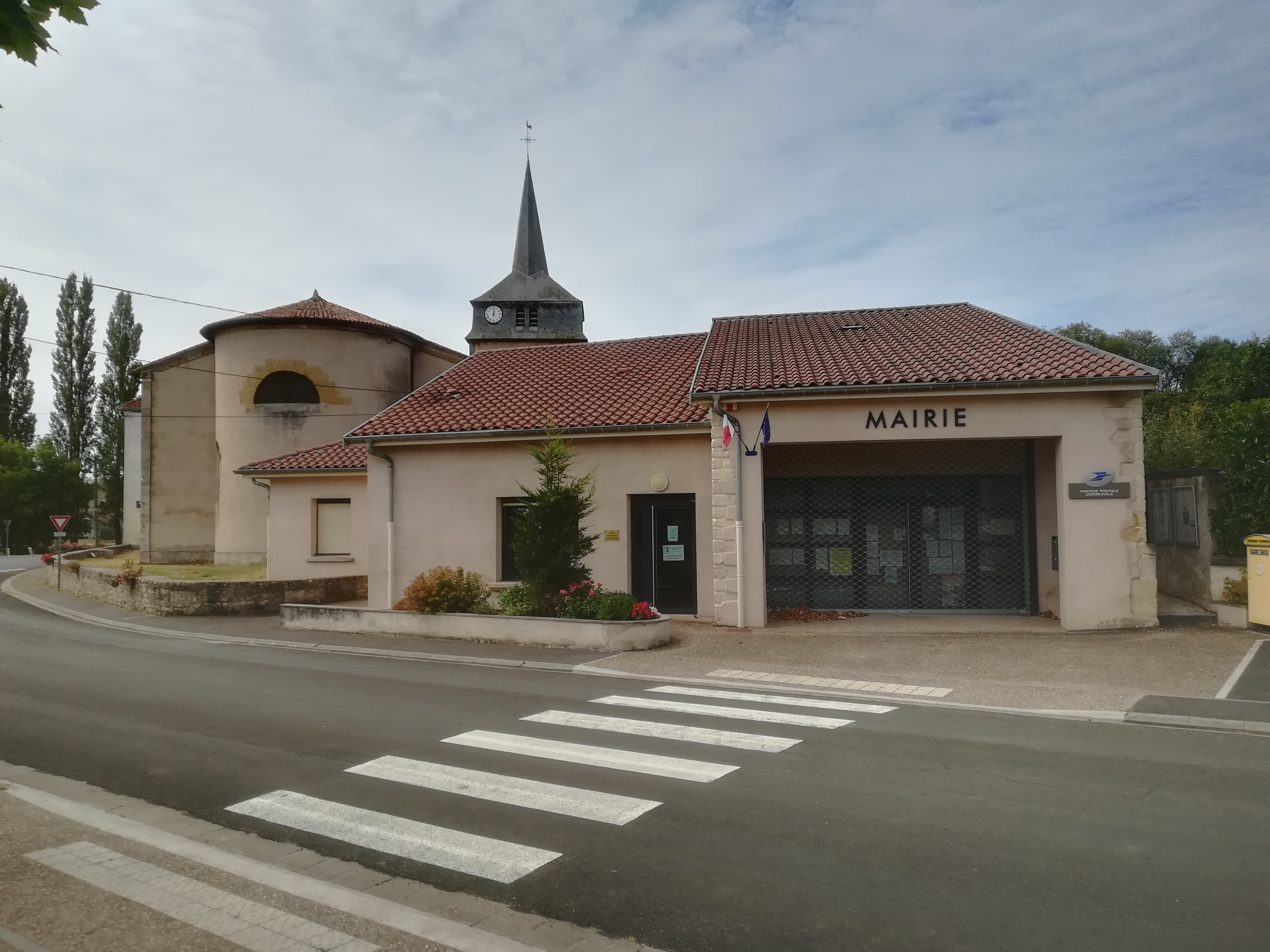
L'église de l'Assomption de Consenvoye est classée au titre des monuments historiques depuis 1921[24].Église de Consenvoye.

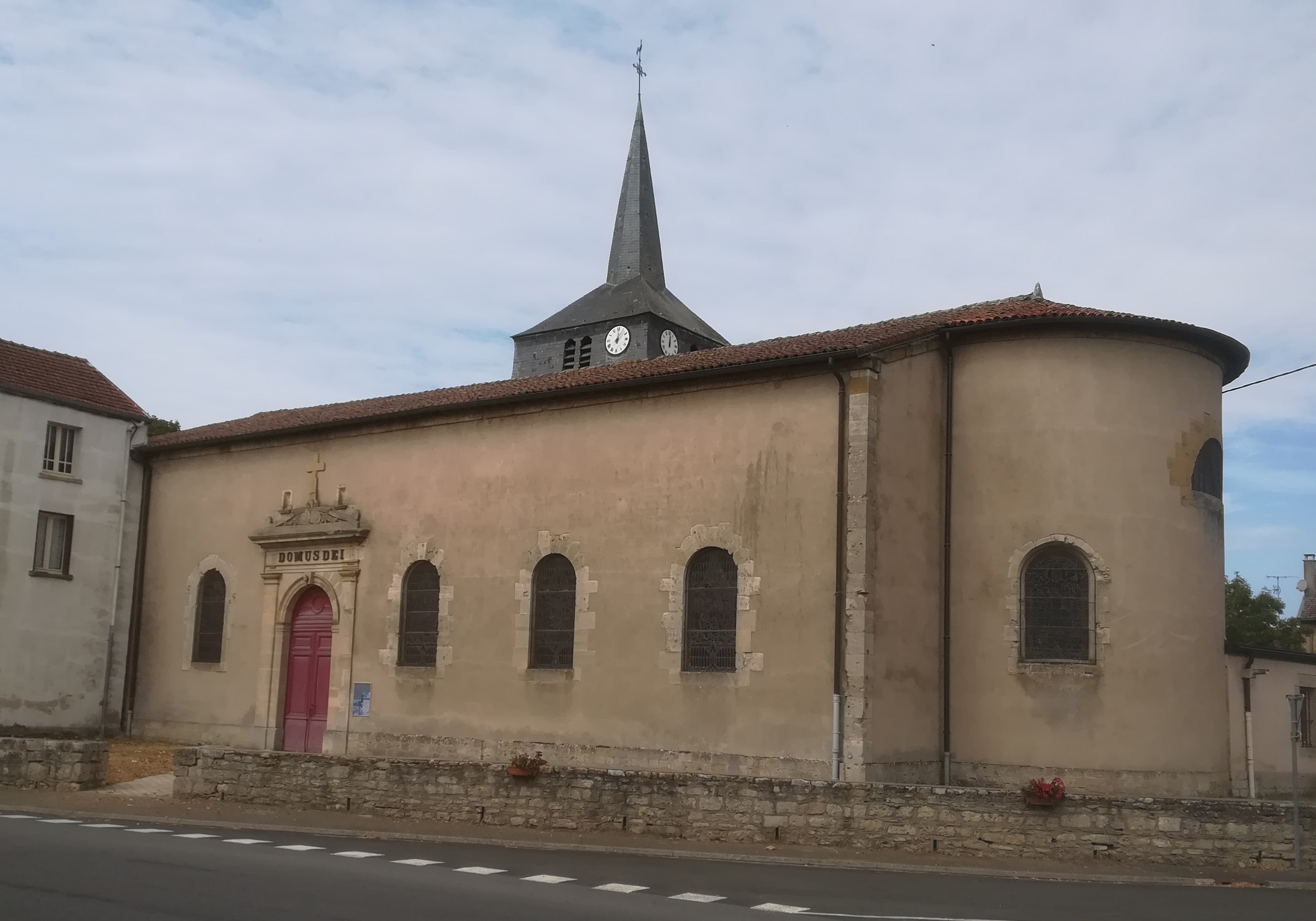
Église de Consenvoye.

- Le cimetière de Consenvoye est classé au titre des monuments historiques depuis 1932[25].Cimetière de Consenvoye.

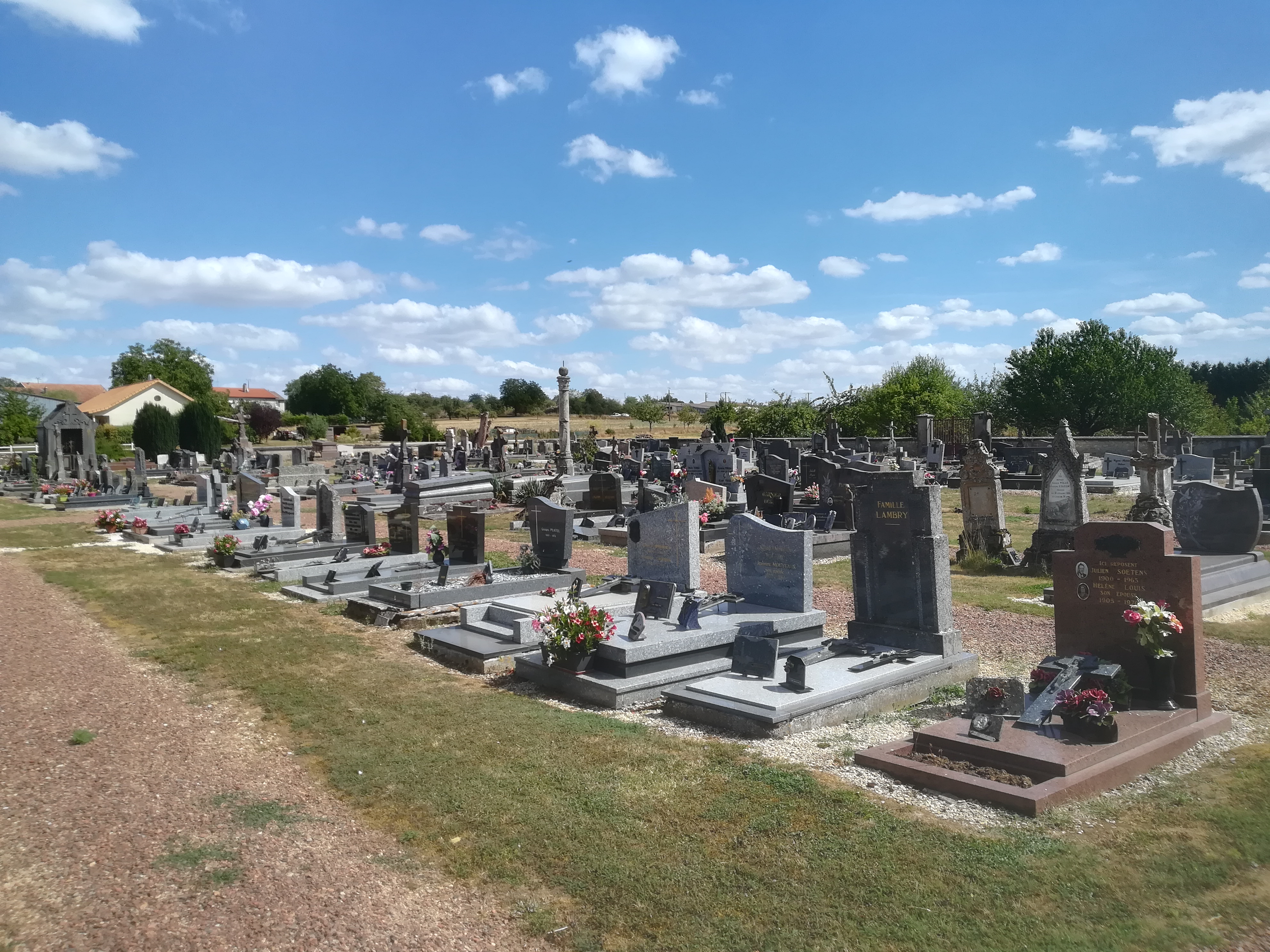
Cimetière de Consenvoye.

- Le cimetière militaire allemand de Consenvoye rassemble 11 146 corps, dont 2 537 en ossuaire, sur les 60 000 tombes allemandes des 30 nécropoles de la Meuse[26].Cimetière militaire allemand.

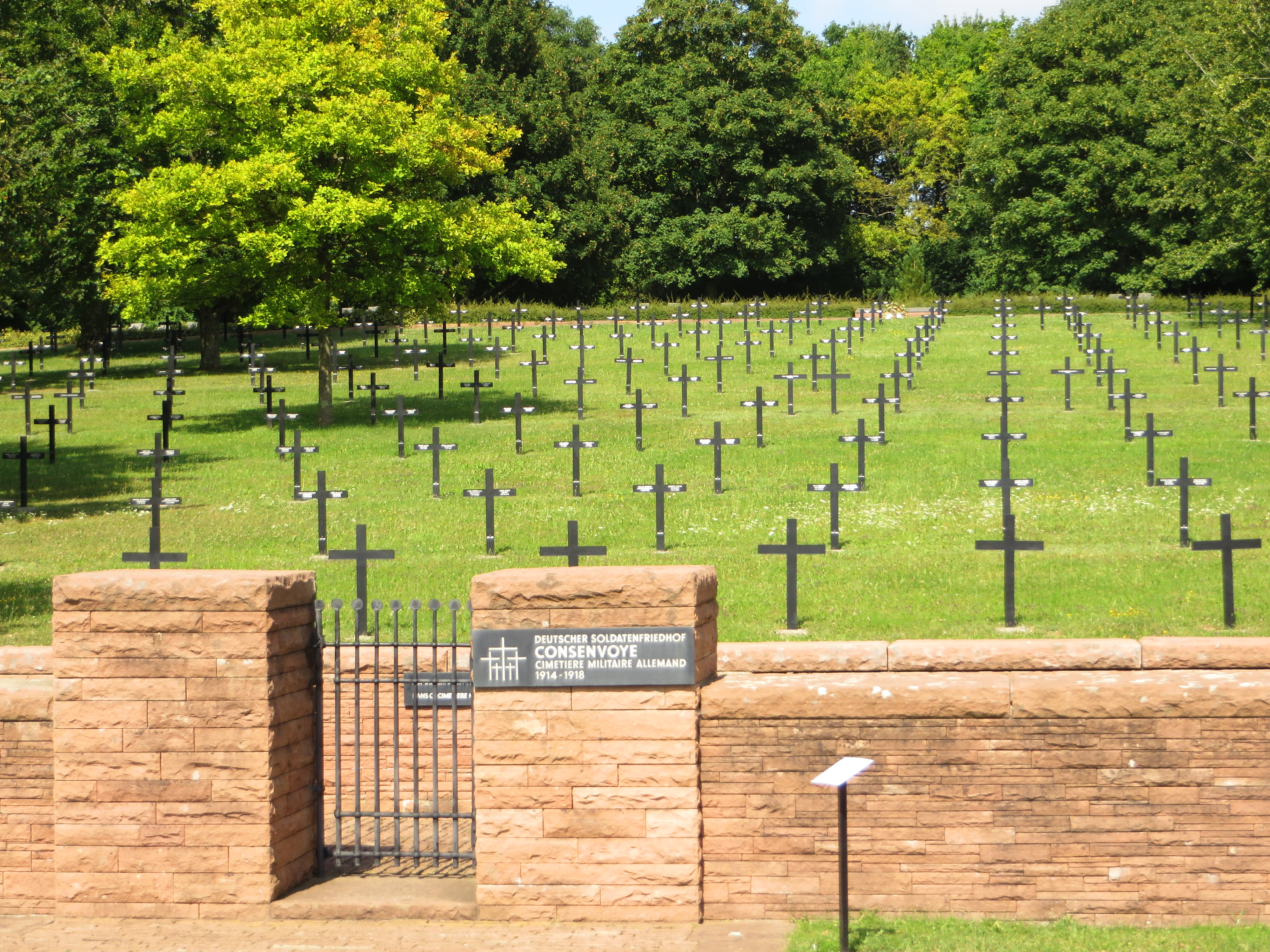
Cimetière militaire allemand.

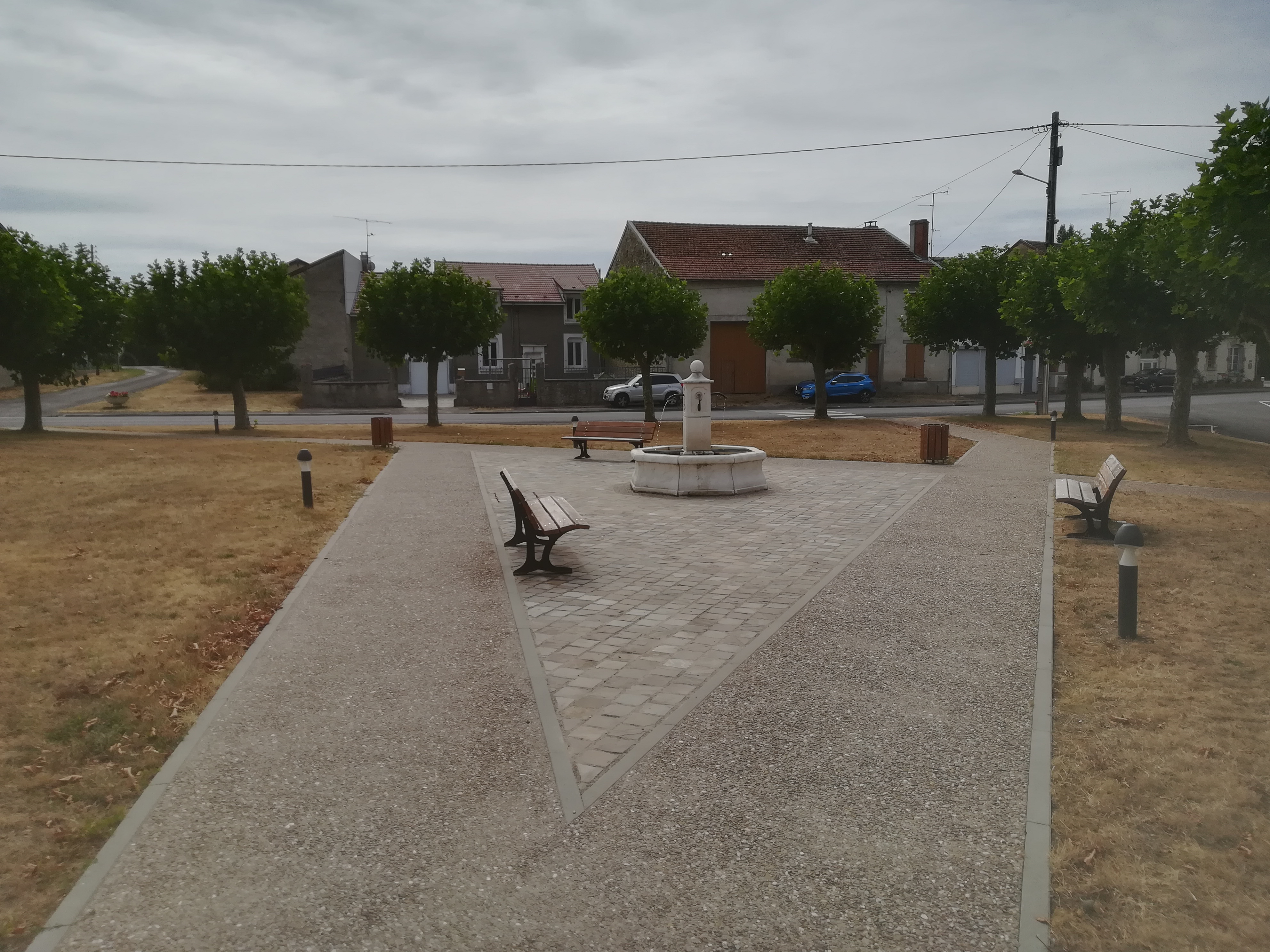
L'ancienne mairie, située dans la rue de la Bourgogne, qui accueille également un groupe scolaire comme cela se fait souvent dans les petits villages de France.Ancienne mairie et groupe scolaire de Consenvoye, avec le monument aux morts devant.

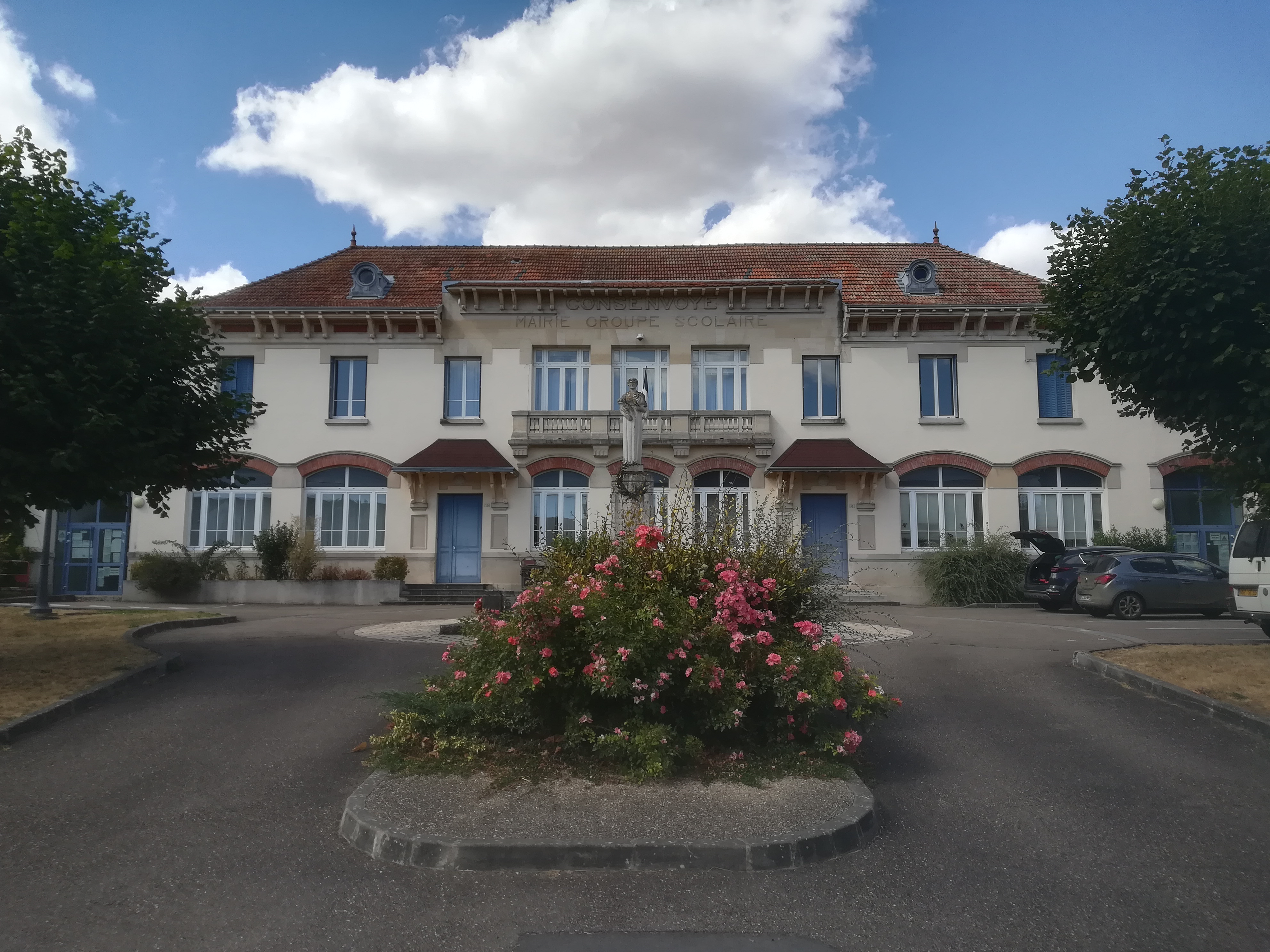
Ancienne mairie et groupe scolaire de Consenvoye, avec le monument aux morts devant.

- La mairie actuelle, située près de l'église, et qui accueille aussi le bureau de poste.  - Mairie et bureau de poste de Consenvoye, près de l'église.
  - La place du village, située de l'autre côté de la rue par rapport à la mairie.

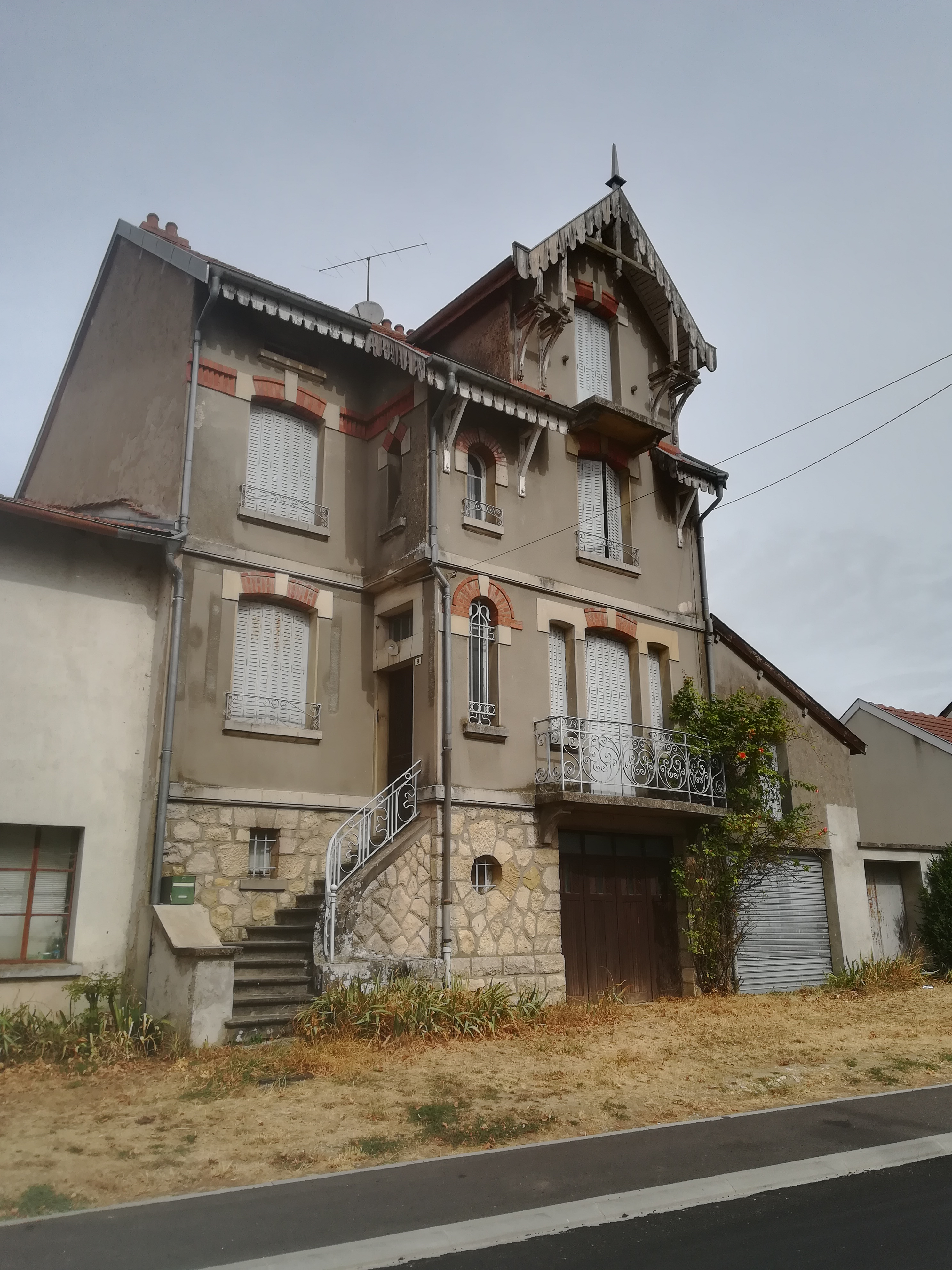
Maison familiale de Consenvoye, reconstruite dans les années 1920, sise au 8, rue de la Bourgogne.

### Personnalités liées à la commune
- Louis III de Bavière (1845-1921) rend visite à ses troupes dans le bois de Consenvoye en juin 1916.
- Émile Driant (1855-1916), militaire, député et écrivain sous le pseudonyme Capitaine Danrit, lieutenant-colonel du 165e R.I., actif dans le bois de Consenvoye à partir de l'été 1915.
- Marcel Droüet (1888-1915), poète, tué au bois de Consenvoye le 4 janvier 1915. Son nom est inscrit au Panthéon parmi les 560 écrivains morts au combat pendant la Première Guerre mondiale.
- François Mitterrand (1916-1996), alors président de la République française vient se recueillir au cimetière militaire allemand de Consenvoye aux côtés du chancelier Kohl le 22 septembre 1984.
- Helmut Kohl (1930-2017), alors chancelier de la République fédérale d'Allemagne, vient se recueillir au cimetière militaire allemand de Consenvoye aux côtés du président Mitterrand le 22 septembre 1984.

### Héraldique
| Blason de Consenvoye | Blason  | D'or à deux portes d'écluses entrouvertes de sable, sur un canal d'azur ondé d'argent mouvant de la pointe, accompagnées en chef d'une foi alésée d'argent, parée de sable.                 |
| Blason de Consenvoye | Détails | La foi d'argent est à enquerre sur l'or en raison du fort symbole de paix que représente ce geste Création Dominique Larcher et Dominique Lacorde, adoptée par la commune en décembre 2012. |